# Batrachoseps wrightorum
Batrachoseps wrightorum е вид земноводно от семейство Plethodontidae. Видът е световно застрашен, със статут Уязвим.

## Разпространение
Видът е ендемичен за умерените гори в САЩ.